# Ŋ
De Ŋ (eng) is een letter die onder andere gebruikt wordt in diverse Afrikaanse en Samische talen. De letter wordt gebruikt om de velaire nasaal (de "ng" in "bang") weer te geven en komt ook in het Internationaal Fonetisch Alfabet voor, met dezelfde klankwaarde. De kleine letter ŋ is een n met een haakje. Voor de hoofdletter bestaan er twee varianten: de eerste ziet eruit als een N met een haakje; de tweede is een vergrote variant van de kleine letter. De eerste variant heeft de voorkeur in de Samische talen en de laatste heeft de voorkeur in de meeste Afrikaanse talen.
De eerste printers, die geen eng hadden, vervingen hem door de Griekse letter η of door een omgekeerde G.